# Rocking Through the Years
Rocking Through the Years è un video in formato VHS pubblicato dal gruppo inglese Status Quo nel 1987.

## Il VHS
Questa video cassetta raccoglie tutti i video musicali realizzati dal longevo gruppo inglese dai primi anni settanta fino agli ultimi grandi successi del 1986.
Si parte dai video più grezzi e artigianali (come Paper Plane del 1972) passando per produzioni via via più complesse e ricercate fino ai videoclip più famosi e trasmessi dalle televisioni negli anni ottanta, come Marguerita Time e In the Army Now.

## Tracce
1. Paper Plane
2. Caroline
3. Down Down
4. Roll Over Lay Down
5. Rain
6. Mystery Song
7. Wild Side of Life
8. Rockin' All Over the World
9. Again and Again
10. Whatever You Want
11. Living on an Island
12. Runaway
13. What You're Proposing
14. Lies
15. Don't Drive My Car
16. Something ‘Bout You Baby I Like
17. Rock'n'Roll
18. Dear John
19. Ol' Rag Blues
20. A Mess of Blues
21. Marguerita Time
22. Going Down Town Tonight
23. The Wanderer
24. Rollin' Home
25. In the Army Now
26. Dreamin’

## Formazione
- Francis Rossi (chitarra solista, voce)
- Rick Parfitt (chitarra ritmica, voce)
- Andy Bown (tastiere)
- John 'Rhino' Edwards (basso, voce)
- Jeff Rich (percussioni)